# Geza I de Hungría
Geza I (en latín, Geysa I; en húngaro, I. Géza; c. 1040-25 de abril de 1077) fue rey de Hungría y Croacia desde 1074 hasta su muerte. Hijo mayor del rey Bela I, su nombre bautismal era Magnus. Cuando su padre falleció en 1063, su primo Salomón consiguió la corona con ayuda alemana y obligó a Geza a abandonar Hungría. Regresó con refuerzos polacos y firmó un tratado con Salomón a principios de 1064. En el tratado, Geza y su hermano Ladislao reconocieron el reinado de Salomón y este último les concedió el antiguo ducado (ducatus) de su padre, que abarcaba un tercio del Reino de Hungría.
El nuevo duque cooperó estrechamente con Salomón al principio, pero su relación se volvió tensa a partir de 1071. El rey invadió el ducado en febrero de 1074 y derrotó Geza en una batalla. Sin embargo, salió victorioso en la decisiva batalla de Mogyoród el 14 de marzo de 1074. Pronto ascendió el trono, aunque Salomón mantuvo su dominio en las regiones de Moson y Presburgo (Bratislava) durante años. Geza inició negociaciones de paz con su primo destronado en los últimos meses de su vida. Sus hijos eran menores de edad cuando murió y le sucedió su hermano Ladislao.

## Primeros años

El Reino de Hungría en el.

Fue el hijo mayor de Bela y su esposa Riquilda (Adelaida), hija del rey Miecislao II Lampert de Polonia. La Crónica iluminada (Chronicon Pictum) narra que Geza y su hermano Ladislao nacieron en Polonia, donde su padre —que había sido desterrado de Hungría— se estableció en los años 1030. Geza nació en c. 1040. Según los historiadores Gyula Kristó y Ferenc Makk, llevaba el nombre del abuelo de su tío, el gran príncipe de los húngaros Géza. Su nombre bautismal era Magnus.
Alrededor de 1048, el padre de Geza regresó a Hungría y recibió de su hermano un tercio del reino (ducatus) con el título de duque, el rey Andrés I. Se especula que Geza también llegó junto con su padre. El rey —que en ese momento no había engendrado hijo legítimo— declaró a Bela como su heredero. Siguiendo el principio tradicional de la antigüedad, Bela conservó su pretensión de suceder a su hermano incluso después de que la esposa de Andrés —Anastasia de Kiev— dio a luz a Salomón en 1053. No obstante, el rey ordenó coronar a su hijo en 1057 o 1058. La Crónica iluminada dice que el joven Salomón «fue ungido rey con el consentimiento del duque Bela y sus hijos Geysa y Ladislao», que es la primera referencia a la participación de Geza en un acto público. Sin embargo, según el manuscrito contemporáneo Anales de Altaich (Annales Altahenses), estaba ausente de la reunión en la que Judit —hermana del monarca alemán Enrique IV— se comprometió con el joven Salomón en 1058.
Géza acompañó a su padre en su partida a Polonia para buscar ayuda contra su hermano el rey. Regresaron con refuerzos polacos en 1060. Geza fue uno de los asesores más influyentes de su padre. El cronista Lampert de Hersfeld escribió que Geza convenció a su padre de liberar al conde Guillermo IV de Weimar, uno de los comandantes de las tropas alemanas que luchaban en el bando de Andrés y que había sido capturado en una batalla.
Andrés murió durante la guerra civil; sus partidarios llevaron a Salomón al Sacro Imperio Romano Germánico y Bela fue coronado rey el 6 de diciembre de 1060. Aunque Geza siguió siendo el principal asesor de su padre, el rey no concedió su antiguo ducado a su propio hijo. Según los Anales de Altaich, Bela incluso ofreció a Geza como rehén de los alemanes cuando se le informó que un tribunal alemán decidió, en agosto de 1063, invadir Hungría para restaurar a Salomón. Empero, los alemanes rechazaron la oferta de Bela y este falleció el 11 de septiembre de 1063, unos días después de que las tropas imperiales entraran en Hungría.
Después de la muerte de su padre, Geza ofreció aceptar el ascenso de Salomón si recibía el ducado de su padre. Esta propuesta fue rechazada, lo que le obligó junto a sus hermanos —Ladislao y Lampert— a huir a Polonia. El rey Boleslao II «el Temerario» les proporcionó soldados y regresaron después de que las tropas alemanas salieron de Hungría. Los hermanos querían evitar una nueva guerra civil e hicieron un acuerdo con el rey Salomón. Según el tratado firmado en Győr el 20 de enero de 1064, Geza y sus hermanos reconocieron el reinado de Salomón y el monarca les concedió el ducado de su padre. El rey y sus primos celebraron la Pascua en la catedral de Pécs, donde en una ceremonia el duque Geza colocó una corona en la cabeza de Salomón.

Al ser un recién llegado y no arraigado plenamente en su reino, el rey [Salomón] tenía miedo de que [Geza] tal vez lo atacara con un ejército polaco, y por lo tanto se retiró por un tiempo con sus fuerzas y tomó un puesto seguro en el fuertemente fortificado castillo de [Moson]. Los obispos y otros religiosos se esforzaron mucho para lograr un arreglo pacífico entre ellos. Especialmente el obispo Desiderio suavizó el espíritu del duque [Geza] con sus amables amonestaciones y dulces súplicas para que devolviera pacíficamente el reino a [Salomón], aunque [este último] era el más joven, y que asumiera él mismo el ducado que su padre había tenido antes que él. [Geza] escuchó sus palabras de sabia persuasión y dejó a un lado su malestar. En [Győr], el día de la fiesta de los mártires SS Fabián y Sebastián, el rey [Salomón] y el duque [Geza] hicieron la paz entre ellos ante el pueblo húngaro.
Crónica iluminada. 

## Ducado

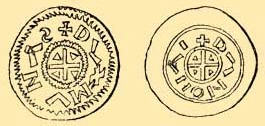
Medios denarios del ducado de Geza.

Según Ján Steinhübel y otros historiadores eslovacos, Geza solo conservó la administración de la región de Nyitra (Nitra, Eslovaquia) y entregó los territorios orientales del antiguo ducado de su padre —que rodeaban la localidad de Bihar (Biharia, Rumania)— a su hermano Ladislao. El historiador húngaro Gyula Kristó también indicó que esta división del ducado de Bela es «probable». Los investigadores Gyula Kristó y Ferenc Makk escribieron que Géza parece haberse casado con una condesa alemana llamada Sofía en esta época. Geza tenía derecho a acuñar monedas en su ducado. Los medios denarios de plata acuñados llevaban las inscripciones DUX MAGNUS («duque Magnus») y PANONAI («Reino de Hungría»).

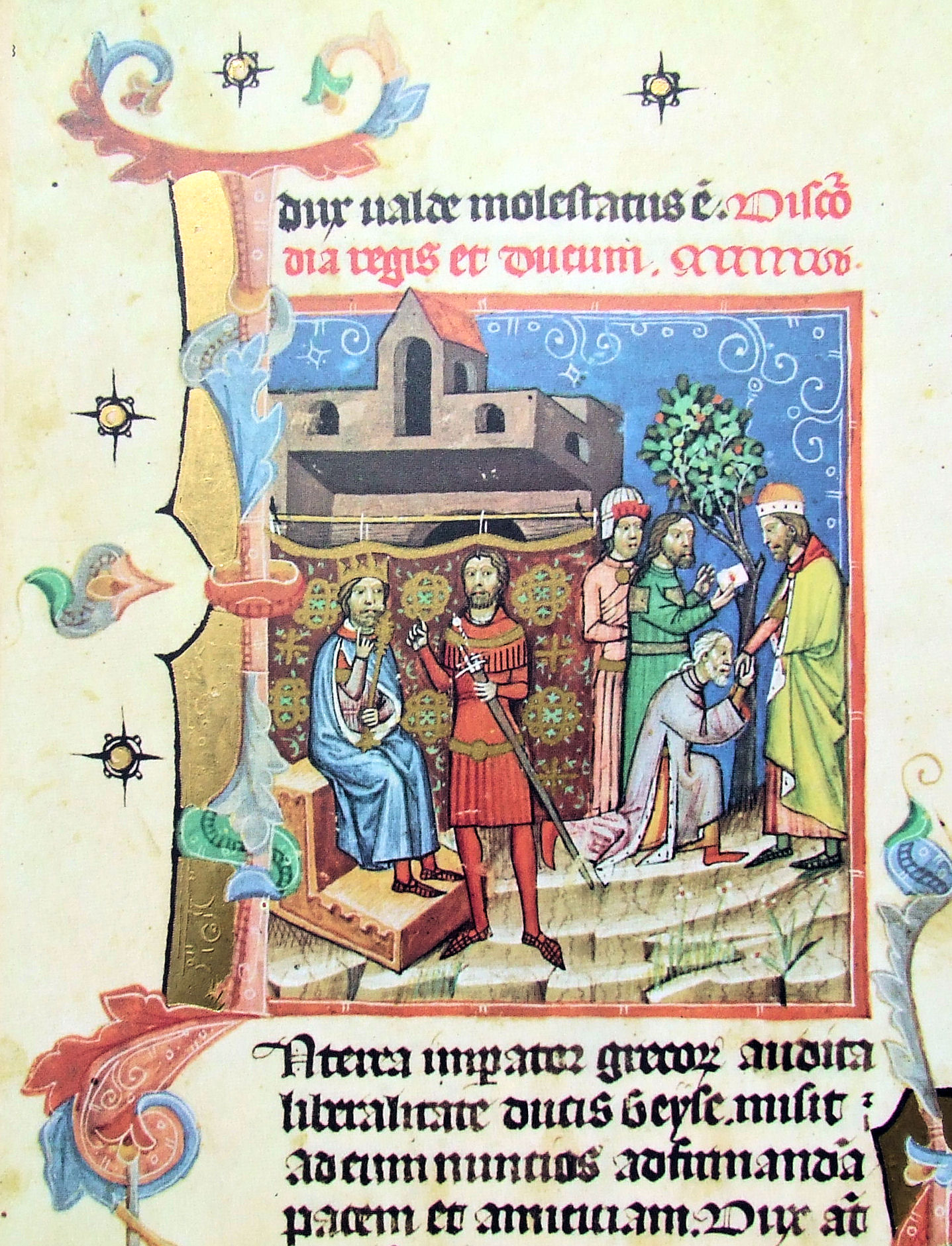
Mientras el duque Geza recibía a los menajeros bizantinos (al fondo), el conde Vid incita al rey Salomón en su contra él (Crónica iluminada).

El duque cooperó estrechamente con el rey entre 1064 y 1071. Por ejemplo, expulsaron a un ejército invasor que había saqueado los territorios orientales del reino en Kerlés (Chiraleș/Lechința, Rumania) en 1068. La identificación de los invasores es incierta: los Anales de Presburgo (Annales Posonienses) hablan sobre pechenegos, la Crónica iluminada y otros manuscritos húngaras de los siglos XIV y XV indican cumanos, mientras que una crónica rusa los identifica como cumanos y valacos. Los historiadores modernos han concluido que eran pechenegos.
La relación de Geza y Salomón comenzó a empeorar durante el asedio de la fortaleza bizantina de Belgrado en 1071. El comandante del fuerte prefería rendirse ante Geza en lugar del rey y los enviados bizantinos que llegaron al campamento húngaro después de la caída de Belgrado solo negociaron con el duque. La división del botín también dio lugar a un nuevo conflicto. Geza acompañó al rey en una nueva campaña contra el Imperio bizantino en 1072, pero su hermano —Ladislao— se quedó con la mitad de las tropas del ducado.
El conflicto entre Andrés y sus primos fue agudizado por el principal consejero de Salomón —el conde Vid— que quería apoderarse de los dominios de los duques. Sin embargo, Salomón y Géza —convencidos de que necesitaban refuerzos extranjeros antes de atacar al otro bando— acordaron una tregua que duraría del 11 de noviembre de 1073 al 24 de abril de 1075. Geza envió a sus hermanos a Polonia y el Rus de Kiev en busca de ayuda contra Salomón. En una reunión en la abadía de Szekszárd, el Conde Vid persuadió al rey a romper la tregua con el propósito de atacar inesperadamente a Geza, quien estaba «cazando en el bosque de Igfan» al este del río Tisza. Aunque el abad del monasterio —construido por el padre de Geza— advirtió al duque de los planes del rey, el ejército real cruzó el río y atacó a las tropas de Geza en la batalla de Kemej el 26 de febrero de 1074.
Desde el campo de batalla, Geza y su séquito se apresuraron hacia Vác donde estaban Ladislao y su cuñado, el duque Otón I de Olomouc. Estos últimos, acompañados de refuerzos checos, llegaron a Hungría para ayudar a Géza contra Salomón. En la batalla subsiguiente ocurrida en Mogyoród el 14 de marzo de 1074, Geza luchó «con tropas de Nitria [que se] aposta[ron] en el centro», según la Crónica iluminada. Enmedio del enfrentamiento, Geza y Ladislao cambiaron sus estandartes para desconcertar a Salomón, quien planeaba atacar al duque. Geza y sus aliados tuvieron una victoria decisiva y forzaron al monarca a huir del campo de batalla y apartarse a Moson, en la frontera occidental de Hungría. Geza «hizo» a Kapuvár, Babót, Székesfehérvár y «otros castillos seguros con guarniciones de soldados muy valientes» y de esta manera tomó posesión de casi todo el reino.

## Reinado
Según la Crónica iluminada, Geza aceptó el trono «por insistencia de los húngaros» después de que Salomón se refugiara en Moson. Sin embargo, no fue coronado porque las joyas reales todavía estaban en la posesión del rey destronado. El monarca alemán Enrique IV, cuñado de Salomón, lanzó una expedición hacia Hungría a mediados de 1074. Los teutones marcharon hasta Vác, pero Geza usó tácticas de tierra quemada y sobornó a los comandantes alemanes, que convencieron al rey alemán a retirarse de Hungría.

Al enterarse de que el emperador había venido a Vacia [Vác], [Geza] con prudente política dio instrucciones de acercarse y ganarse [para su bando] al patriarca de Aquilegia [Aquilea], a cuyos consejos el emperador escuchó con toda facilidad, y también a los duques, prometiéndoles mucho dinero si hacían que el emperador se volviera. El patriarca, por tanto, y los duques, seducidos por los dones y poseídos por el amor del oro, inventaron varias historias falsas para inducir al emperador a retroceder. El patriarca pretendió que había tenido un sueño cuya interpretación más clara era que el ejército del emperador sería totalmente aniquilado por venganza divina a menos que volviera con la máxima velocidad. Los duques fingieron asimismo estar desbordados por las advertencias divinas. [...]
Crónica iluminada. 

A principios de 1074, Geza se había acercado al papa Gregorio VII para obtener el reconocimiento internacional de su reinado. Sin embargo, el pontífice quiso aprovechar el conflicto entre Salomón y Geza y trató de persuadir a ambos de reconocer la suzeranía de la Santa Sede. Geza no obedeció al papa y le pidió una corona al emperador bizantino Miguel VII Ducas. El emperador le envió una diadema de oro y esmalte, que llevaba la leyenda «Géza, el rey fiel de Hungría» en una de sus láminas. Esta «espléndida obra de arte» se convirtió en la base de la Corona Sagrada de Hungría a finales del siglo XII. Geza fue coronado rey con esta diadema a principios de 1075. En ese año se autodenominó «rey ungido de los húngaros por la Gracia de Dios» en el acta de fundación de la abadía benedictina de Garamszentbenedek (Hronský Beňadik, Eslovaquia).
Se casó con una sobrina de Nicéforo III Botaniates, un cercano consejero del emperador Miguel VII Ducas. Sin embargo, Salomón todavía controlaba Moson y Presburgo (Bratislava); las tropas reales —que estaban bajo el mando del hermano de Geza, Ladislao— no pudieron tomar Presburgo en 1076. Según la Crónica iluminada, Geza consideró renunciar a la corona en favor de Salomón a partir del final de ese año. Falleció el 15 de abril de 1077 y fue enterrado en la catedral de Vác, que había erigido en honor de la Virgen María. Su hermano Ladislao le sucedió. Una tumba descubierta en el centro de la catedral medieval en agosto de 2015 fue identificada como el lugar de sepultura de Geza por Zoltán Batizi, líder de las excavaciones.

[El rey Geza] celebró la Navidad en [Szekszárd]. [...] Cuando la misa se había celebrado y las observancias fueron debidamente cumplidas, el rey ordenó que todos salieran excepto el obispo y los abades. Entonces el rey se prosternó con lágrimas ante el arzobispo y los otros personajes eclesiásticos y prelados. Dijo que había pecado porque se había apoderado del reino de un monarca legítimamente coronado; y prometió que restauraría el reino a Salomón, y que estas serían las condiciones de una paz firme entre ellos: por derecho legítimo mantendría la corona con esa tercera parte del reino que pertenecía al ducado; el coronado [Salomón] poseería dos partes del reino que había tenido antes. [...] Entonces el rey [Geza] envió mensajeros al rey [Salomón] con cartas que exponían los términos de la paz. Los enviados pasaban de aquí a allá, pero los sentimientos en este lado [...] eran en desacuerdo, y por lo tanto la reconciliación no encontró la consumación. Mientras tanto, el rey [Geza] cayó gravemente enfermo, y el 25 de abril, adornado con virtudes, pasó a mejor vida. Fue muy devoto de Dios en la fe católica, y era un príncipe muy cristiano.
Crónica iluminada. 

## Matrimonios y descendencia
Géza se casó dos veces. La familia de su primera esposa Sofía, con quien se casó a finales de los años 1060, es desconocida. Después de su coronación en 1075, se casó con otra mujer, sobrina del futuro emperador bizantino Nicéforo III Botaniates.
Es difícil precisar cuál de las esposaa dio a luz a los niños de Geza, pero los historiadores Gyula Kristó y Márta Font indicaron que Sofía fue la madre. Kristó añadió que Geza engendró al menos a seis niños. Aunque solo dos de ellos —Colomán y Álmos— son conocidos por su nombre, la Crónica iluminada afirma que Colomán tuvo hermanos que «murieron antes que él». Tanto Colomán como Álmos aparentemente nacieron alrededor de 1070.
La siguiente genealogía presenta los antepasados de Geza I de Hungría y sus familiares mencionados en el artículo:
| una dama del clan Tátony | una dama del clan Tátony | una dama del clan Tátony | una dama del clan Tátony | una dama del clan Tátony | una dama del clan Tátony |  |  | Basilio | Basilio | Basilio | Basilio | Basilio | Basilio |        |        |        |        |        |        |        |        |      |      |                     |                     |                     |                     |                       |                       |                       |                       |                       |                       |  |  |            |            |            |            |            |            |  |  |         |         |         |         |         |         |  |  |
| una dama del clan Tátony | una dama del clan Tátony | una dama del clan Tátony | una dama del clan Tátony | una dama del clan Tátony | una dama del clan Tátony |  |  | Basilio | Basilio | Basilio | Basilio | Basilio | Basilio |        |        |        |        |        |        |        |        |      |      |                     |                     |                     |                     |                       |                       |                       |                       |                       |                       |  |  |            |            |            |            |            |            |  |  |         |         |         |         |         |         |  |  |
|                          |                          |                          |                          |                          |                          |  |  |         |         |         |         |         |         |        |        |        |        |        |        |        |        |      |      |                     |                     |                     |                     |                       |                       |                       |                       |                       |                       |  |  |            |            |            |            |            |            |  |  |         |         |         |         |         |         |  |  |
|                          |                          |                          |                          |                          |                          |  |  |         |         |         |         |         |         |        |        |        |        |        |        |        |        |      |      |                     |                     |                     |                     |                       |                       |                       |                       |                       |                       |  |  |            |            |            |            |            |            |  |  |         |         |         |         |         |         |  |  |
| Andrés I                 | Andrés I                 | Andrés I                 | Andrés I                 | Andrés I                 | Andrés I                 |  |  |         |         |         |         |         |         |        |        | Bela I | Bela I | Bela I | Bela I | Bela I | Bela I |      |      | Riquilda de Polonia | Riquilda de Polonia | Riquilda de Polonia | Riquilda de Polonia | Riquilda de Polonia   | Riquilda de Polonia   |                       |                       |                       |                       |  |  |            |            |            |            |            |            |  |  |         |         |         |         |         |         |  |  |
| Andrés I                 | Andrés I                 | Andrés I                 | Andrés I                 | Andrés I                 | Andrés I                 |  |  |         |         |         |         |         |         |        |        | Bela I | Bela I | Bela I | Bela I | Bela I | Bela I |      |      | Riquilda de Polonia | Riquilda de Polonia | Riquilda de Polonia | Riquilda de Polonia | Riquilda de Polonia   | Riquilda de Polonia   |                       |                       |                       |                       |  |  |            |            |            |            |            |            |  |  |         |         |         |         |         |         |  |  |
|                          |                          |                          |                          |                          |                          |  |  |         |         |         |         |         |         |        |        |        |        |        |        |        |        |      |      |                     |                     |                     |                     |                       |                       |                       |                       |                       |                       |  |  |            |            |            |            |            |            |  |  |         |         |         |         |         |         |  |  |
|                          |                          |                          |                          |                          |                          |  |  |         |         |         |         |         |         |        |        |        |        |        |        |        |        |      |      |                     |                     |                     |                     |                       |                       |                       |                       |                       |                       |  |  |            |            |            |            |            |            |  |  |         |         |         |         |         |         |  |  |
| Salomón                  | Salomón                  | Salomón                  | Salomón                  | Salomón                  | Salomón                  |  |  |         |         |         |         | Sofía*  | Sofía*  | Sofía* | Sofía* | Sofía* | Sofía* |        |        | Géza   | Géza   | Géza | Géza | Géza                | Géza                |                     |                     | sinadena desconocida* | sinadena desconocida* | sinadena desconocida* | sinadena desconocida* | sinadena desconocida* | sinadena desconocida* |  |  | Ladislao I | Ladislao I | Ladislao I | Ladislao I | Ladislao I | Ladislao I |  |  | Lampert | Lampert | Lampert | Lampert | Lampert | Lampert |  |  |
| Salomón                  | Salomón                  | Salomón                  | Salomón                  | Salomón                  | Salomón                  |  |  |         |         |         |         | Sofía*  | Sofía*  | Sofía* | Sofía* | Sofía* | Sofía* |        |        | Géza   | Géza   | Géza | Géza | Géza                | Géza                |                     |                     | sinadena desconocida* | sinadena desconocida* | sinadena desconocida* | sinadena desconocida* | sinadena desconocida* | sinadena desconocida* |  |  | Ladislao I | Ladislao I | Ladislao I | Ladislao I | Ladislao I | Ladislao I |  |  | Lampert | Lampert | Lampert | Lampert | Lampert | Lampert |  |  |
|                          |                          |                          |                          |                          |                          |  |  |         |         |         |         |         |         |        |        |        |        |        |        |        |        |      |      |                     |                     |                     |                     |                       |                       |                       |                       |                       |                       |  |  |            |            |            |            |            |            |  |  |         |         |         |         |         |         |  |  |
|                          |                          |                          |                          |                          |                          |  |  |         |         |         |         |         |         |        |        |        |        |        |        |        |        |      |      |                     |                     |                     |                     |                       |                       |                       |                       |                       |                       |  |  |            |            |            |            |            |            |  |  |         |         |         |         |         |         |  |  |
|                          |                          |                          |                          |                          |                          |  |  | Colomán | Colomán | Colomán | Colomán | Colomán | Colomán |        |        | Álmos  | Álmos  | Álmos  | Álmos  | Álmos  | Álmos  |      |      | 2-4 hijos**         | 2-4 hijos**         | 2-4 hijos**         | 2-4 hijos**         | 2-4 hijos**           | 2-4 hijos**           |                       |                       |                       |                       |  |  |            |            |            |            |            |            |  |  |         |         |         |         |         |         |  |  |

* No se sabe si la primera o segunda esposa de Geza fue la madre de sus hijos.
** Geza tenía al menos otros dos hijos, pero sus nombres son desconocidos.

## Ancestros
| \| \| \| \| \| \| \| \| \| \| \| \| \| \| \| \| \| \| \| \| 16. Taksony de Hungría \| \| \| \| \| \| \| \| \| \| \| \| \| \| \| \| \| \| \| \| \| \| \| \| \| \| \| \| \| \| \| \| \| \| \| \| \| \| \| \| \| \| \| \| \| \| \| \| \| \| \| \| \| \| 8. Miguel de Hungría \| \| \| \| \| \| \| \| \| \| \| \| \| \| \| \| \| \| \| \| \| \| \| \| \| \| \| \| \| \| \| \| \| \| \| \| \| \| \| \| \| \| \| \| \| \| \| \| \| \| \| \| \| \| 17. dama «cumana» \| \| \| \| \| \| \| \| \| \| \| \| \| \| \| \| \| \| \| \| \| \| \| \| \| \| \| \| \| \| \| \| \| \| \| \| \| \| \| \| \| \| \| \| \| \| \| \| \| \| \| \| \| \| 4. Basilio \| \| \| \| \| \| \| \| \| \| \| \| \| \| \| \| \| \| \| \| \| \| \| \| \| \| \| \| \| \| \| \| \| \| \| \| \| \| \| \| \| \| \| \| \| \| \| \| \| \| \| \| \| \| 2. Bela I de Hungría \| \| \| \| \| \| \| \| \| \| \| \| \| \| \| \| \| \| \| \| \| \| \| \| \| \| \| \| \| \| \| \| \| \| \| \| \| \| \| \| \| \| \| \| \| \| \| \| \| \| \| \| \| \| 5. dama del clan Tátony \| \| \| \| \| \| \| \| \| \| \| \| \| \| \| \| \| \| \| \| \| \| \| \| \| \| \| \| \| \| \| \| \| \| \| \| \| \| \| \| \| \| \| \| \| \| \| \| \| \| \| \| \| \| 1. Geza I de Hungría \| \| \| \| \| \| \| \| \| \| \| \| \| \| \| \| \| \| \| \| \| \| \| \| \| \| \| \| \| \| \| \| \| \| \| \| \| \| \| \| \| \| \| \| \| \| \| \| \| \| \| \| \| \| 24. Miecislao I de Polonia \| \| \| \| \| \| \| \| \| \| \| \| \| \| \| \| \| \| \| \| \| \| \| \| \| \| \| \| \| \| \| \| \| \| \| \| \| \| \| \| \| \| \| \| \| \| \| \| \| \| \| \| \| \| 12. Boneslao I de Polonia \| \| \| \| \| \| \| \| \| \| \| \| \| \| \| \| \| \| \| \| \| \| \| \| \| \| \| \| \| \| \| \| \| \| \| \| \| \| \| \| \| \| \| \| \| \| \| \| \| \| \| \| \| \| 25. Dobrava de Bohemia \| \| \| \| \| \| \| \| \| \| \| \| \| \| \| \| \| \| \| \| \| \| \| \| \| \| \| \| \| \| \| \| \| \| \| \| \| \| \| \| \| \| \| \| \| \| \| \| \| \| \| \| \| \| 6. Miecislao II Lampert de Polonia \| \| \| \| \| \| \| \| \| \| \| \| \| \| \| \| \| \| \| \| \| \| \| \| \| \| \| \| \| \| \| \| \| \| \| \| \| \| \| \| \| \| \| \| \| \| \| \| \| \| \| \| \| \| 26. Dobromir \| \| \| \| \| \| \| \| \| \| \| \| \| \| \| \| \| \| \| \| \| \| \| \| \| \| \| \| \| \| \| \| \| \| \| \| \| \| \| \| \| \| \| \| \| \| \| \| \| \| \| \| \| \| 13. Emnilda \| \| \| \| \| \| \| \| \| \| \| \| \| \| \| \| \| \| \| \| \| \| \| \| \| \| \| \| \| \| \| \| \| \| \| \| \| \| \| \| \| \| \| \| \| \| \| \| \| \| \| \| \| \| 3. Riquilda de Polonia \| \| \| \| \| \| \| \| \| \| \| \| \| \| \| \| \| \| \| \| \| \| \| \| \| \| \| \| \| \| \| \| \| \| \| \| \| \| \| \| \| \| \| \| \| \| \| \| \| \| \| \| \| \| 28. Germán de Lotaringia \| \| \| \| \| \| \| \| \| \| \| \| \| \| \| \| \| \| \| \| \| \| \| \| \| \| \| \| \| \| \| \| \| \| \| \| \| \| \| \| \| \| \| \| \| \| \| \| \| \| \| \| \| \| 14. Ezzo de Lotaringia \| \| \| \| \| \| \| \| \| \| \| \| \| \| \| \| \| \| \| \| \| \| \| \| \| \| \| \| \| \| \| \| \| \| \| \| \| \| \| \| \| \| \| \| \| \| \| \| \| \| \| \| \| \| 29. Heilwig de Dillingen \| \| \| \| \| \| \| \| \| \| \| \| \| \| \| \| \| \| \| \| \| \| \| \| \| \| \| \| \| \| \| \| \| \| \| \| \| \| \| \| \| \| \| \| \| \| \| \| \| \| \| \| \| \| 7. Riquilda de Lotaringia \| \| \| \| \| \| \| \| \| \| \| \| \| \| \| \| \| \| \| \| \| \| \| \| \| \| \| \| \| \| \| \| \| \| \| \| \| \| \| \| \| \| \| \| \| \| \| \| \| \| \| \| \| \| 30. emperador Otón II \| \| \| \| \| \| \| \| \| \| \| \| \| \| \| \| \| \| \| \| \| \| \| \| \| \| \| \| \| \| \| \| \| \| \| \| \| \| \| \| \| \| \| \| \| \| \| \| \| \| \| \| \| \| 15. Matilde de Lotaringia \| \| \| \| \| \| \| \| \| \| \| \| \| \| \| \| \| \| \| \| \| \| \| \| \| \| \| \| \| \| \| \| \| \| \| \| \| \| \| \| \| \| \| \| \| \| \| \| \| \| \| \| \| \| 31. Teofania Skleraina \| \| \| \| \| \| \| \| \| \| \| \| \| \| \| \| \| \| \| \| \| \| \| \| \| \| \| \| \| \| \| \| \| \| \| \| \| \| \| \| \| \| \| \| \| \| \| \| \| \| \| \| |                                    |  |  |  |  |  |  |  |  |  |  |  |  |  |  |  |
| |                                    |  |  |  |  |  |  |  |  |  |  |  |  |  |  |  |
| | 16. Taksony de Hungría             |  |  |  |  |  |  |  |  |  |  |  |  |  |  |  |
| |                                    |  |  |  |  |  |  |  |  |  |  |  |  |  |  |  |
| |                                    |  |  |  |  |  |  |  |  |  |  |  |  |  |  |  |
| | 8. Miguel de Hungría               |  |  |  |  |  |  |  |  |  |  |  |  |  |  |  |
| |                                    |  |  |  |  |  |  |  |  |  |  |  |  |  |  |  |
| |                                    |  |  |  |  |  |  |  |  |  |  |  |  |  |  |  |
| | 17. dama «cumana»                  |  |  |  |  |  |  |  |  |  |  |  |  |  |  |  |
| |                                    |  |  |  |  |  |  |  |  |  |  |  |  |  |  |  |
| |                                    |  |  |  |  |  |  |  |  |  |  |  |  |  |  |  |
| | 4. Basilio                         |  |  |  |  |  |  |  |  |  |  |  |  |  |  |  |
| |                                    |  |  |  |  |  |  |  |  |  |  |  |  |  |  |  |
| |                                    |  |  |  |  |  |  |  |  |  |  |  |  |  |  |  |
| | 2. Bela I de Hungría               |  |  |  |  |  |  |  |  |  |  |  |  |  |  |  |
| |                                    |  |  |  |  |  |  |  |  |  |  |  |  |  |  |  |
| |                                    |  |  |  |  |  |  |  |  |  |  |  |  |  |  |  |
| | 5. dama del clan Tátony            |  |  |  |  |  |  |  |  |  |  |  |  |  |  |  |
| |                                    |  |  |  |  |  |  |  |  |  |  |  |  |  |  |  |
| |                                    |  |  |  |  |  |  |  |  |  |  |  |  |  |  |  |
| | 1. Geza I de Hungría               |  |  |  |  |  |  |  |  |  |  |  |  |  |  |  |
| |                                    |  |  |  |  |  |  |  |  |  |  |  |  |  |  |  |
| |                                    |  |  |  |  |  |  |  |  |  |  |  |  |  |  |  |
| | 24. Miecislao I de Polonia         |  |  |  |  |  |  |  |  |  |  |  |  |  |  |  |
| |                                    |  |  |  |  |  |  |  |  |  |  |  |  |  |  |  |
| |                                    |  |  |  |  |  |  |  |  |  |  |  |  |  |  |  |
| | 12. Boneslao I de Polonia          |  |  |  |  |  |  |  |  |  |  |  |  |  |  |  |
| |                                    |  |  |  |  |  |  |  |  |  |  |  |  |  |  |  |
| |                                    |  |  |  |  |  |  |  |  |  |  |  |  |  |  |  |
| | 25. Dobrava de Bohemia             |  |  |  |  |  |  |  |  |  |  |  |  |  |  |  |
| |                                    |  |  |  |  |  |  |  |  |  |  |  |  |  |  |  |
| |                                    |  |  |  |  |  |  |  |  |  |  |  |  |  |  |  |
| | 6. Miecislao II Lampert de Polonia |  |  |  |  |  |  |  |  |  |  |  |  |  |  |  |
| |                                    |  |  |  |  |  |  |  |  |  |  |  |  |  |  |  |
| |                                    |  |  |  |  |  |  |  |  |  |  |  |  |  |  |  |
| | 26. Dobromir                       |  |  |  |  |  |  |  |  |  |  |  |  |  |  |  |
| |                                    |  |  |  |  |  |  |  |  |  |  |  |  |  |  |  |
| |                                    |  |  |  |  |  |  |  |  |  |  |  |  |  |  |  |
| | 13. Emnilda                        |  |  |  |  |  |  |  |  |  |  |  |  |  |  |  |
| |                                    |  |  |  |  |  |  |  |  |  |  |  |  |  |  |  |
| |                                    |  |  |  |  |  |  |  |  |  |  |  |  |  |  |  |
| | 3. Riquilda de Polonia             |  |  |  |  |  |  |  |  |  |  |  |  |  |  |  |
| |                                    |  |  |  |  |  |  |  |  |  |  |  |  |  |  |  |
| |                                    |  |  |  |  |  |  |  |  |  |  |  |  |  |  |  |
| | 28. Germán de Lotaringia           |  |  |  |  |  |  |  |  |  |  |  |  |  |  |  |
| |                                    |  |  |  |  |  |  |  |  |  |  |  |  |  |  |  |
| |                                    |  |  |  |  |  |  |  |  |  |  |  |  |  |  |  |
| | 14. Ezzo de Lotaringia             |  |  |  |  |  |  |  |  |  |  |  |  |  |  |  |
| |                                    |  |  |  |  |  |  |  |  |  |  |  |  |  |  |  |
| |                                    |  |  |  |  |  |  |  |  |  |  |  |  |  |  |  |
| | 29. Heilwig de Dillingen           |  |  |  |  |  |  |  |  |  |  |  |  |  |  |  |
| |                                    |  |  |  |  |  |  |  |  |  |  |  |  |  |  |  |
| |                                    |  |  |  |  |  |  |  |  |  |  |  |  |  |  |  |
| | 7. Riquilda de Lotaringia          |  |  |  |  |  |  |  |  |  |  |  |  |  |  |  |
| |                                    |  |  |  |  |  |  |  |  |  |  |  |  |  |  |  |
| |                                    |  |  |  |  |  |  |  |  |  |  |  |  |  |  |  |
| | 30. emperador Otón II              |  |  |  |  |  |  |  |  |  |  |  |  |  |  |  |
| |                                    |  |  |  |  |  |  |  |  |  |  |  |  |  |  |  |
| |                                    |  |  |  |  |  |  |  |  |  |  |  |  |  |  |  |
| | 15. Matilde de Lotaringia          |  |  |  |  |  |  |  |  |  |  |  |  |  |  |  |
| |                                    |  |  |  |  |  |  |  |  |  |  |  |  |  |  |  |
| |                                    |  |  |  |  |  |  |  |  |  |  |  |  |  |  |  |
| | 31. Teofania Skleraina             |  |  |  |  |  |  |  |  |  |  |  |  |  |  |  |
| |                                    |  |  |  |  |  |  |  |  |  |  |  |  |  |  |  |
| |                                    |  |  |  |  |  |  |  |  |  |  |  |  |  |  |  |